# Norimberský proces

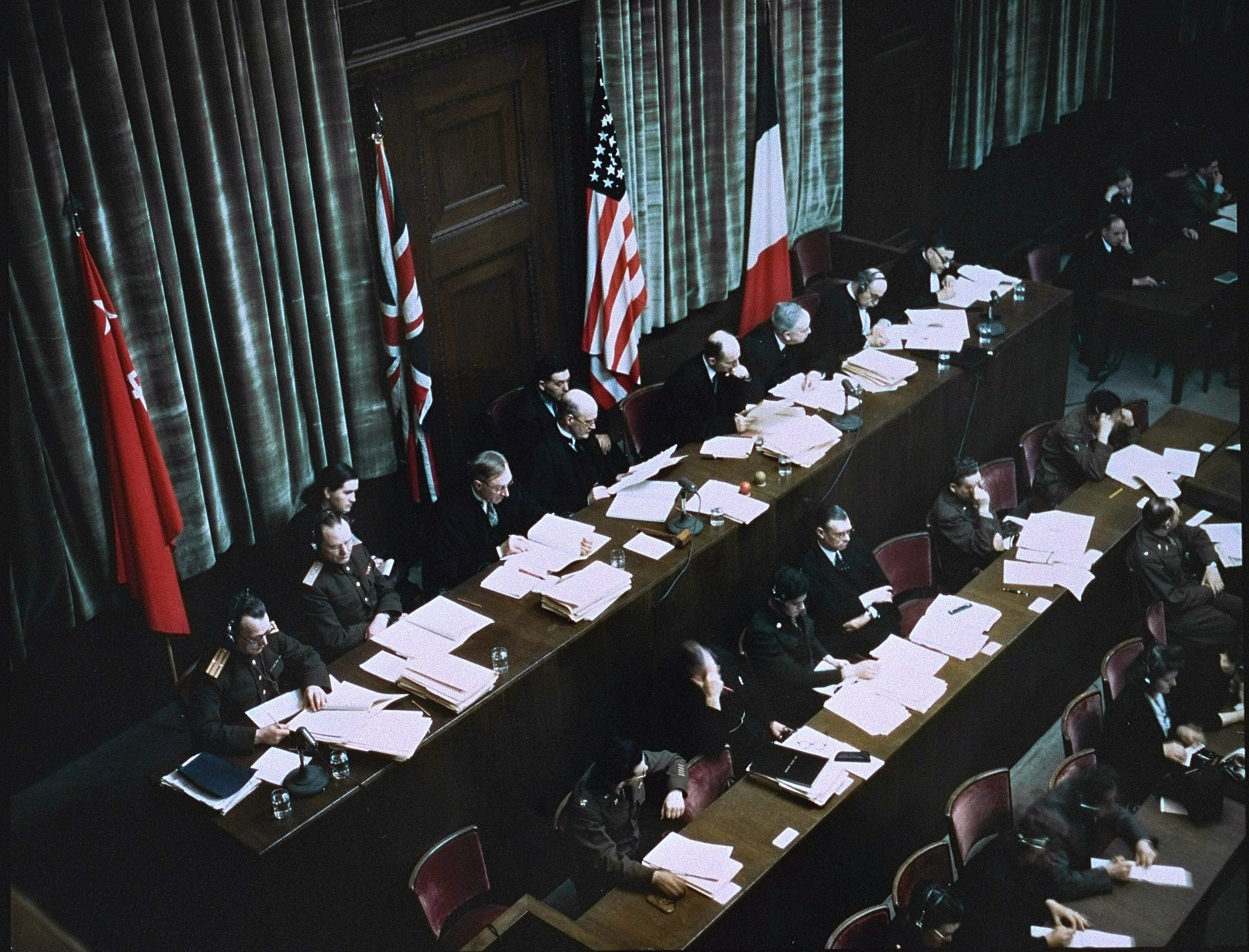
Soudci u Norimberského tribunálu

Norimberský proces byl soudní proces vedený Spojenými státy, Sovětským svazem, Francií a Velkou Británií proti hlavním představitelům nacistického Německa před Mezinárodním vojenským tribunálem v Norimberku. Proces probíhal v Justičním paláci. První proces je také označován jako Proces s hlavními válečnými zločinci a byl veden před Mezinárodním vojenským tribunálem, který soudil 24 nejdůležitějších představitelů nacistického Německa, i když někteří hlavní strůjci (Adolf Hitler, Heinrich Himmler a Joseph Goebbels) spáchali sebevraždu před začátkem procesu.
Proces probíhal od 20. listopadu 1945 do 1. října 1946. Následné norimberské procesy byly vedeny podle Zákona č. 10 před americkými vojenskými tribunály. Tribunál byl ustanoven na základě londýnské dohody o stíhání válečných zločinců z 8. srpna 1945 uzavřené mezi USA, SSSR, Velkou Británií a Francií.

## Pozadí
Dokumenty britského válečného kabinetu v Londýně, které byly zveřejněny 2. ledna 2006, ukazují, že se britská vláda myšlenkou, jak potrestat zajaté vedoucí nacistické funkcionáře, zabývala již od prosince 1942. Britský premiér Winston Churchill dokonce prosazoval, aby tyto osoby byly bez soudu zastřeleny. Postupem času však od tohoto názoru na nátlak USA ustoupil. O nějaký čas později, na konferenci v Teheránu (1943), sovětský vůdce Stalin navrhoval popravu 50 až 100 tisíc německých štábních důstojníků. Americký prezident Franklin D. Roosevelt, aniž by si uvědomil, že tato poznámka byla míněna vážně, zažertoval, že 49 tisíc by snad mohlo stačit.[zdroj?] Churchill však jednoznačně odmítl „chladnokrevnou popravu vojáků bojujících za svou vlast“, ale s nutností potrestat válečné zločince souhlasil. V souladu s Moskevským dokumentem, který sám napsal, pak měli být váleční zločinci souzeni na místě, kde své trestné činy spáchali. Popravy z politických důvodů byly pro Churchilla naprosto nepřijatelné.[zdroj?]
Americký ministr financí Henry Morgenthau mladší navrhoval plán na úplnou denacifikaci Německa, Morgenthauův plán. V tomto plánu prosazoval nucenou deindustrializaci Německa spolu s dalšími tvrdými opatřeními, ne nepodobnými těm, které sami nacisté plánovali pro východní Evropu. Morgenthauův plán si získal podporu jak Churchilla, tak Roosevelta, ale v závěrečné fázi jednání na konferenci v Quebeku (1944) se Sovětský svaz vyslovil proti a přiklonil se k soudnímu procesu.
Navíc, když se detaily plánu později dostaly na veřejnost, vzbudily všeobecný nesouhlas.[zdroj⁠?!] Roosevelt se pod nátlakem veřejného mínění tedy tohoto plánu vzdal, neodvážil se však ihned přijmout jiné stanovisko. Zavržením Morgenthauova plánu vznikla nutnost vytvoření jeho alternativy pro potrestání nacistického vedení. Americký ministr války Henry L. Stimson tedy přišel s myšlenkou „Soudu evropských válečných zločinců“. Poté, co Roosevelt v dubnu 1945 zemřel, dostalo se tomuto plánu plné podpory nového amerického prezidenta Harry S. Trumana.
Po řadě konzultací mezi Spojenými státy, Spojeným královstvím, Sovětským svazem a Francií byly upřesněny podrobnosti soudních procesů. Jejich začátek byl stanoven na 20. listopad 1945.

## Vznik soudních tribunálů
O formě potrestání osob odpovědných za spáchání válečných zločinů se diskutovalo v Teheránu (1943), v Jaltě (1945) a v Postupimi (1945) třemi světovými velmocemi, USA, SSSR a Velkou Británií. Místo v soudním tribunálu získala i Francie.
Právním základem procesů se stala londýnská charta vydaná 8. srpna 1945, která vymezila působnost soudů na „potrestání hlavních válečných zločinců ze zemí evropské části Osy“. Přibližně 200 obviněných bylo souzeno v Norimberku, ostatních 1600 pak stanulo před tradičními vojenskými soudy. Právní podklad pro soudní pravomoci tribunálu byl definován v dokumentu o kapitulaci Německa. Státní pravomoci Německa byly převedeny na spojeneckou kontrolní radu, která měla suverénní moc nad Německem, a tím také mohla trestat porušení mezinárodního a válečného práva. Protože ale působnost soudu byla omezena pouze na trestání válečných zločinů, neměl soud oprávnění zabývat se zločiny spáchanými před vypuknutím války 1. září 1939.
Omezení soudních procesů a potrestání mezinárodním tribunálem na občany států Osy vedlo k obvinění, že se jedná pouze o spravedlnost vítězů a že válečné zločiny spojenců souzeny nebudou. Avšak je běžné, že ozbrojené složky civilizovaných zemí vybaví své jednotky detailním poučením o tom, co je a co není povoleno jejich vojenským řádem. Tento řád je vypracován tak, aby zahrnoval všechny mezinárodní smlouvy a obyčejové válečné právo.[zdroj?] Proto, když příslušníci ozbrojených složek spojenců porušili své vojenské řády, mohli být a také byli souzeni jako například po masakru v Biscari.
Bezpodmínečná kapitulace států Osy byla neobvyklá a vedla přímo k vytvoření mezinárodního tribunálu. Po ukončení mezinárodních válek byla většinou opatření týkající se podezřelých ze spáchání válečných zločinů zahrnuta v mírové smlouvě. Ve většině případů byli tito podezřelí, kteří se nestali válečnými zajatci, souzeni jurisdikcí jejich vlastního státu. Spojenci tím, že omezili působnost mezinárodního tribunálu pouze na podezřelé ze států Osy, jednali v rámci běžného mezinárodního práva.

## Tribunál

### Sídlo
Města Lipsko, Mnichov a Lucemburk byla krátce uvažována jako sídlo procesu.
Sovětský svaz chtěl proces v Berlíně jako hlavním městě fašistických zločinců, ale Norimberk byl zvolen ze dvou důvodů:
1. Justiční palác byl prostorný a z větší části nepoškozený (jedna z mála budov, která zůstala z větší části nepoškozená bombardováním) a součástí je také rozsáhlé vězení.
2. Norimberk byl považován za ceremoniální místo vzniku nacistické strany a byl místem nacistických přehlídek.[3] Byl považován za vhodné místo symbolického konce nacismu.

Jako kompromis se Sověty bylo dohodnuto, že místo procesu bude v Norimberku, Berlín však bude oficiálním sídlem institucí Tribunálu.
Bylo také dohodnuto, že Francie bude mít křeslo v Mezinárodním vojenském tribunálu a že první proces (z několika plánovaných) se bude konat v Norimberku.

### Složení soudu
Každá ze čtyř velmocí poskytla jednoho soudce, jednoho zastupujícího soudce i prokurátory. Soudci byli:
- Plukovník Geoffrey Lawrence (britský hlavní soudce a předseda)
- Sir Norman Birkett (britský zastupující soudce)
- Francis Biddle (americký hlavní soudce)
- John Parker (americký zastupující soudce)
- Profesor Henri Donnedieu de Vabres (francouzský hlavní soudce)
- Robert Falco (francouzský zastupující soudce)
- Generálmajor Iona Nikitčenko (sovětský hlavní soudce)
- Podplukovník Alexander Volčkov (sovětský zastupující soudce)

Generální žalobci
- Robert H. Jackson za Spojené státy (člen nejvyššího soudu)
- Sir Hartley Shawcross za Velkou Británii
- Roman Ruděnko za Sovětský svaz (prokurátor ukrajinské SSR)
- François de Menthon (ministr spravedlnosti) a Auguste Champetier de Ribes za Francii

Jacksonovým asistentem byl právník Telford Taylor a Shawcrossovými byli Sir David Maxwell-Fyfe a Sir John Wheeler-Bennett.

#### Obhajoba
Většina obhájců byli němečtí právníci.

## Průběh procesu
Mezinárodní vojenský tribunál zahájil svou činnost 18. října 1945 v Justičním paláci v Norimberku.
Prvnímu jednání předsedal sovětský soudce Nikitčenko. Prokuratura představila obžalobu proti 24 válečným zločincům a 6 zločinným organizacím –⁠ vedoucí sbor NSDAP, Schutzstaffel (SS), Sicherheitsdienst (SD), gestapo, Sturmabteilung (SA) a generální štáb (OKW).

### Obvinění
Obvinění byla tato:
1. Účast na spiknutí nebo společném plánu ke spáchání zločinů proti míru.
2. Plánování, příprava, rozpoutání a vedení útočných válek a dalších zločinů proti míru.
3. Válečné zločiny.
4. Zločiny proti lidskosti.

### Obžalovaní
Trest smrti

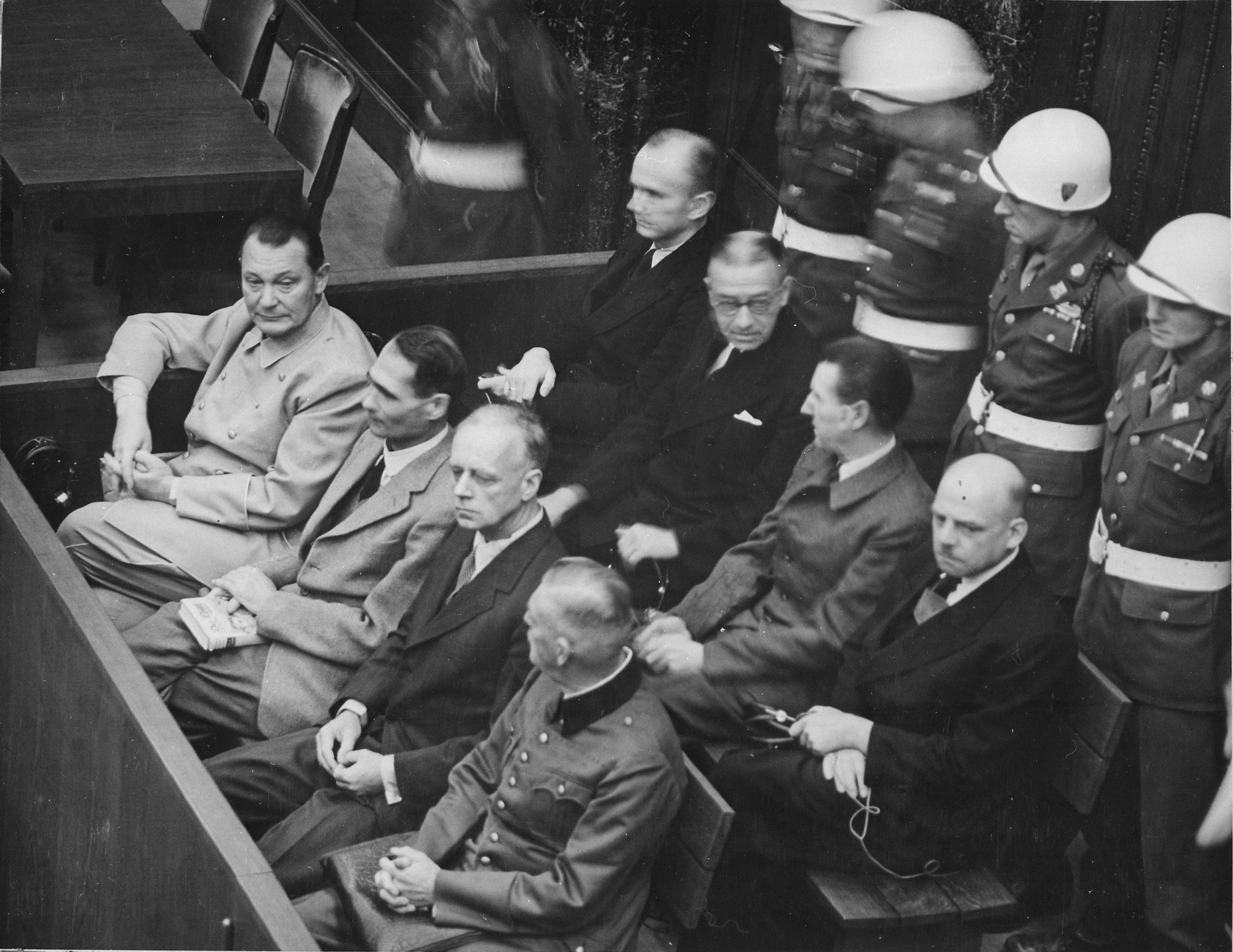
Lavice obžalovaných – Přední řada: Göring, Hess, von Ribbentrop a Keitel. Druhá řada: Dönitz, Raeder, Schirach a Sauckel.

- Martin Bormann – vůdcův tajemník (souzen v nepřítomnosti, jeho osud nebyl v té době znám), spáchal sebevraždu 2. května 1945
- Hermann Wilhelm Göring – říšský maršál a velitel letectva, spáchal sebevraždu 15. října 1946 (ve věku 53 let)
- Joachim von Ribbentrop – říšský ministr zahraničních věcí, popraven 16. října 1946 (ve věku 53 let)
- Wilhelm Keitel – polní maršál a náčelník štábu Vrchního velitelství ozbrojených sil, popraven 16. října 1946 (ve věku 64 let)
- Ernst Kaltenbrunner – velitel Hlavního říšského bezpečnostního úřadu, popraven 16. října 1946 (ve věku 43 let)
- Alfred Rosenberg – ministr pro okupovaná východní území, hlavní ideolog NSDAP, popraven 16. října 1946 (ve věku 53 let)
- Hans Frank – guvernér Polska, popraven 16. října 1946 (ve věku 46 let)
- Julius Streicher – majitel a vydavatel protižidovského listu Der Stürmer, popraven 16. října 1946 (ve věku 61 let)
- Fritz Sauckel – generální zmocněnec pro distribuci pracovních sil, popraven 16. října 1946 (ve věku 51 let)
- Alfred Jodl – náčelník štábu Vrchního velitelství ozbrojených sil,, popraven 16. října 1946 (ve věku 56 let)
- Wilhelm Frick – ministr vnitra a říšský protektor v Čechách a na Moravě, popraven 16. října 1946 (ve věku 69 let)
- Arthur Seyß-Inquart – říšský místodržící Rakouska a komisař Říšského komisariátu Nizozemsko, popraven 16. října 1946 (ve věku 54 let)

Doživotí
- Rudolf Hess – Hitlerův zástupce a vůdce NSDAP (zemřel ve vězení ve Spandau) zemřel 17. srpna 1987 (ve věku 93 let)
- Walther Funk – ministr hospodářství (byl propuštěn 16. května 1957 a zemřel 31. května 1960 (ve věku 69 let)
- Erich Raeder – velkoadmirál a vrchní velitel námořnictva (ale kvůli zdravotnímu stavu byl 26. září 1955 propuštěn a zemřel 6. listopadu 1960 (ve věku 84 let)

20 let
- Baldur von Schirach – vůdce sdružení nacistické mládeže Hitlerjugend (po odpykání trestu byl 30. září 1966 propuštěn a zemřel 8. srpna 1974 (ve věku 67 let)
- Albert Speer – Hitlerův architekt a ministr zbrojní výroby (po odpykání trestu byl 30. září 1966 propuštěn a zemřel 1. září 1981 (ve věku 76 let)

15 let
- Konstantin von Neurath – Ministr zahraničí do roku 1938, první protektor Čech a Moravy (v listopadu 1955 byl ze zdravotních důvodů propuštěn a zemřel 14. srpna 1956 (ve věku 83 let)

10 let
- Karl Dönitz – admirál a Hitlerův nástupce ve funkci hlavy státu (po odpykání byl 1. října 1956 propuštěn a zemřel 24. prosince 1980 (ve věku 89 let)

Stíhání zastaveno
- Gustav Krupp von Bohlen und Halbach –⁠ ředitel koncernu Krupp, stíhání zastaveno pro vysoký věk a neuspokojivý zdravotní stav a zemřel 16. ledna 1950 (ve věku 79 let)
- Robert Ley –⁠ vedoucí Deutsche Arbeitsfront (německé pracovní fronty), spáchal sebevraždu 25. října 1945, tedy ještě před začátkem hlavního přelíčení zemřel 25. listopadu 1945 (ve věku 55 let)

Osvobozeni
- Hjalmar Schacht – prezident říšské banky, ministr hospodářství do roku 1937
- Hans Fritzsche – vedoucí říšského rozhlasu
- Franz von Papen – bývalý kancléř, velvyslanec v Rakousku a v Turecku

## Následné procesy
Americká okupační správa následně v Norimberku vedla následné norimberské procesy ve své okupační zóně.

## Odkaz
Norimberský proces významně ovlivnil mezinárodní trestní právo tím, že přispěl k jeho kodifikaci. Vliv tribunálu dal podnět k myšlence vytvoření samostatného stálého mezinárodního soudu. V době těsně po druhé světové válce byla však tato myšlenka neuskutečnitelná a k přijetí Statutu Mezinárodního trestního soudu došlo až o padesát let později.
Závěry Norimberských procesů pomohly k vytvoření těchto dokumentů:
- Konvence o genocidě (1948)
- Všeobecná deklarace lidských práv (1948)
- Úmluva o nepromlčitelnosti válečných zločinů a zločinů proti lidskosti (1968)
- Ženevské úmluvy na ochranu obětí války (1949) a Dodatkové protokoly k Ženevským úmluvám z roku 1977
  - Ženevské úmluvy jsou tvořeny těmito úmluvami:
    - Ženevská úmluva o zlepšení osudu raněných a nemocných příslušníků ozbrojených sil v poli
    - Ženevská úmluva o zlepšení osudu raněných, nemocných a trosečníků ozbrojených sil na moři
    - Ženevská úmluva o zacházení s válečnými zajatci
    - Ženevská úmluva o ochraně civilních osob za války